# Österreichischer Schriftstellerverband
L'Österreichischer Schriftstellerverband (OESV) est l'Association des écrivains autrichiens. Fondée en 1945, c'est l'une des premières associations professionnelles en Autriche après la Seconde Guerre mondiale. Son siège se trouve à Vienne et son président actuel est l'écrivaine Sidonia Gall.
L'OESV organise régulièrement des lectures d'auteurs à la Wiener Literaturhaus (Maison de la littérature de Vienne). Deux fois par an, l'association publie la revue Literarisches Österreich avec des essais et des critiques. 

## Liste des présidents
- Edwin Rollett (1945–1951)
- Rudolf Holzer (1951–1960)
- Oskar Maurus Fontana (1960–1964)
- Wilhelm Waldstein (1964–1970)
- Ernst Schönwiese (1971–1974)
- Franz Richter (1974–1978)
- Hans Krendlesberger (1978–1990)
- Roman Rocek (1991–1995)
- Hermann Lein (1995–2000)
- Heinz Gerstinger (2000–2001)
- Alfred Warnes (2001–2009)
- Sidonia Gall (autrefois Binder) (depuis 2009)

## Anthologies
Les anthologies suivantes furent éditées :
- Vom Wort zum Buch, Poésie. Éditions Doppelpunkt, Vienne 1998,  (ISBN 3-85273-056-2)
- Gedanken-Brücken, Narrations. Éditions Doppelpunkt, Vienne 2000,  (ISBN 3-85273-102-X)
- Kaleidoskop, Narrations. Éditions Atelier, Vienne 2005,  (ISBN 3-902498-01-3)

## Concours littéraires
Trois fois, l'OESV organisa des concours de littérature :
- 2001 : Wilhelm-Szabo-Lyrikwettbewerb
- 2006 : Christine-Busta-Lyrikpreis.
- 2010 : Concours de prose courte sur le thème " salles de langues - mondes d'écriture"

## Sources
- Herbert Zeman (Ed.), Das 20. Jahrhundert, Geschichte der Literatur in Österreich, Vol. 7, Akademische Druck- u. Verlagsanstalt, Graz, 1999,  (ISBN 3-201-01687-X)
- Klaus Zeyringer (Ed.), Österreichische Literatur seit 1945, Haymon Verlag, Innsbruck, 2001,  (ISBN 3-85218-379-0).